# Parmička Basimova
Parmička Basimova (Caecocypris basimi) je malá paprskoploutvá ryba z čeledi kaprovití (Cyprinidae), která obývá zvodně kolem iráckého města Hadítha. Druh byl popsán ichtyology K. E. Banisterem a M. K. Bunnim teprve v roce 1980.

## Popis a výskyt
Maximální délka ryby je 4,9 cm. Jedná se o jeskynní rybu s absencí očí. Tělo je bílé až narůžovělé, ploutve průhledné. Je velmi podobná parmičkám z rodu Mesopotamichthys.
Byla nalezena ve studni pod svatyní Sheik Hadid poblíž iráckého města Hadítha. Naposledy byla spatřena v roce 1983 a průzkum v roce 2012 nenašel ani jeden exemplář, a tak je pramička Basimova považována za kriticky ohroženou, možná již zcela vyhynulou. Hlavní ohrožení druhu představuje hlavně odběr vody ze studny, kde byla pramičky nalezena, a odvádění místních vodních zdrojů do nedaleké přehrady, čímž se snižuje hladiny podzemní vody, primárního stanoviště druhu.